# 제일 원리 (오리겐)
제일원리(On the First Principles)는 교회 교부 오리겐 (Origen)의 신학 논문이다. 그것은 기독교 신학에서 최초의 조직신학 작품이었다.  1권은 천상의 세계를 묘사하며 , 하나님의 하나됨, 삼위 일체의 관계, 신성한 영의 본질, 이성과 천사에 대한 묘사를 포함한다. 2 권은 로고스의 성육신, 영혼, 자유 의지, 그리고 종말론을 포함하여, 인간의 세계를 설명한다. 제 3 권은 우주론, 죄, 그리고 구속을 다루고 있다. 제 4 권은 목적론과 경전의 해석을 다루고 있다.

## 같이 보기
- 오리겐
- 조직신학
- 알레고리

## 참고 문헌
- Heine, Ronald E. (2010), Origen : 교회 봉사에서 장학금, Oxford : OUP, p.   275, ISBN    978-0-19-920908-8
- McGuckin, John Anthony (2004), Origen to Westminster 핸드북 , 루이빌, 켄터키 : 웨스트 민스터 존 녹스 프레스, ISBN    0-664-22472-5